# KV21
KV21とは、ルクソール県の王家の谷にある、古代エジプトの墓。

## 概要

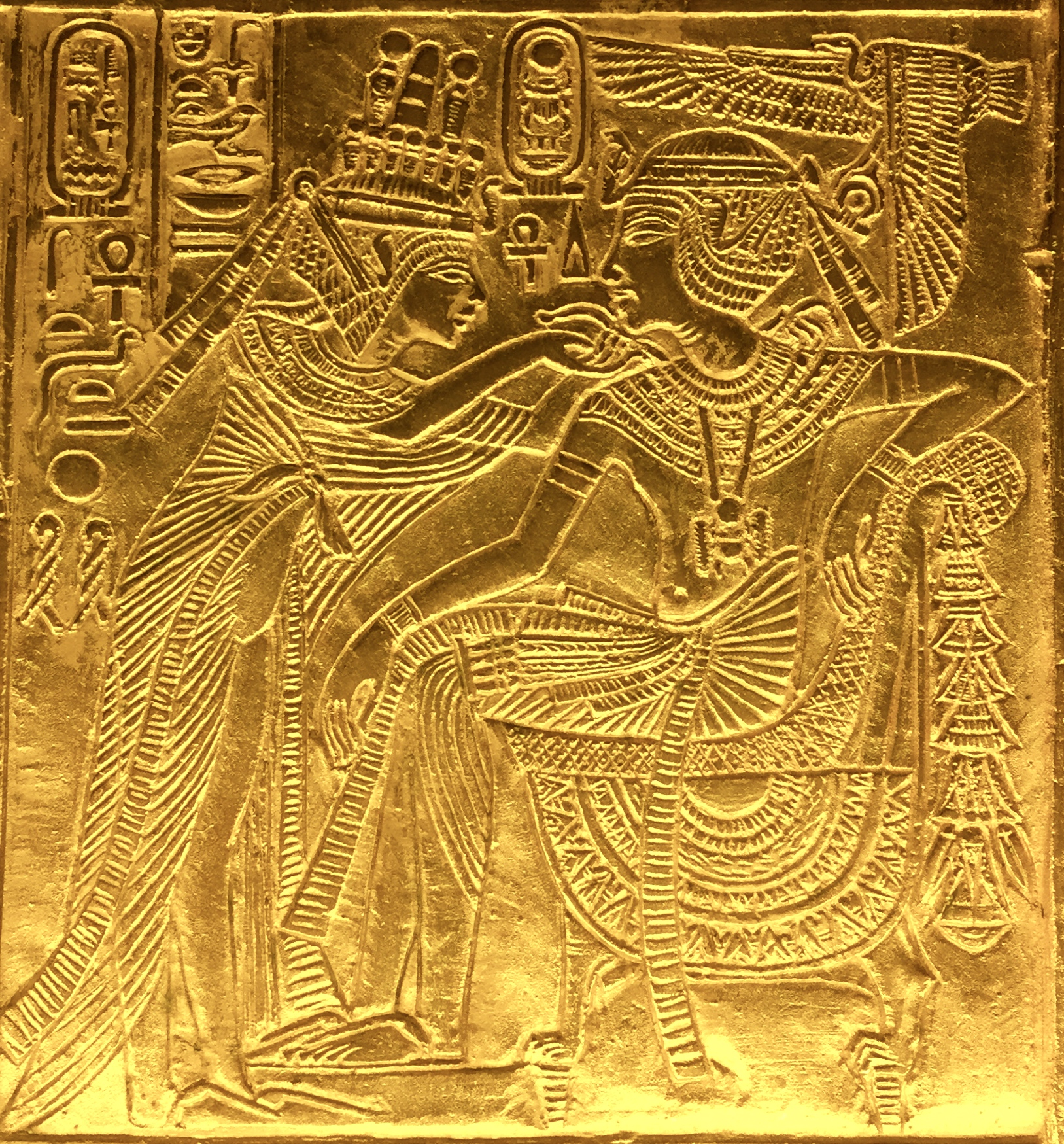
アンケセナーメン（左）

エジプト第18王朝時代の2人の女性のミイラが中に埋葬されていた墓は1817年に考古学者であるジョヴァンニ・バッティスタ・ベルツォーニによって、発見された。1825年に地図を作成したジェームズ・バートンは、それを「 "clean new tomb" 」と呼んだ。
しかし、1989年に考古学者、ドナルド・ライアンによって再調査されたとき、ミイラは粉々に引き裂かれ、埋葬室の隣に保管されていた瓶は砕かれていた。
ザヒ・ハワス博士が率いる遺伝学者を含むチームは、アンケセナーメンが片方のミイラの主であると推測しているが、いまだに証明できてない状態である。